# Zona incierta
La zona incierta es un núcleo del subtálamo situado entre el fascículo talámico y el lenticular.
Recibe proyecciones del córtex motor.
Está implicado en la vía extrapiramidal y actúa controlando la movilidad.
- Datos: Q3752103